# Николо-Малица
Николо-Малица — деревня в Калининском районе Тверской области, входит в состав Заволжского сельского поселения.
Появилась вместе с Николо-Малицким монастырём, основанным между 1584 и 1595 годами на пустоши Шевяковка.

## Улицы микрорайона
- Улица Гаражная
- Улица Гаражная, 2-я
- Улица Гаражная, 3-я
- Улица Заречная
- Улица Зелёная
- Улица Лесная
- Улица Молодёжная
- Улица Монастырская
- Территория с/т Лесник
- Улица Центральная
- Улица Школьная
- Улица Удачная